# Lucélia
Lucélia este un oraș în São Paulo (SP), Brazilia.